# 최창용 (축구 선수)
최창용(崔昌鎔, 1985년 9월 17일~)은 대한민국의 축구 남자 축구 선수이며, 포지션은 미드필더이다.
연세대학교 축구부를 거친 뒤 K리그의 수원 삼성 블루윙즈에 입단 했으며, 이후 내셔널리그의 예산 FC에서 선수 생활을 이어갔다.